# 茨城県道243号八代庄兵衛新田線

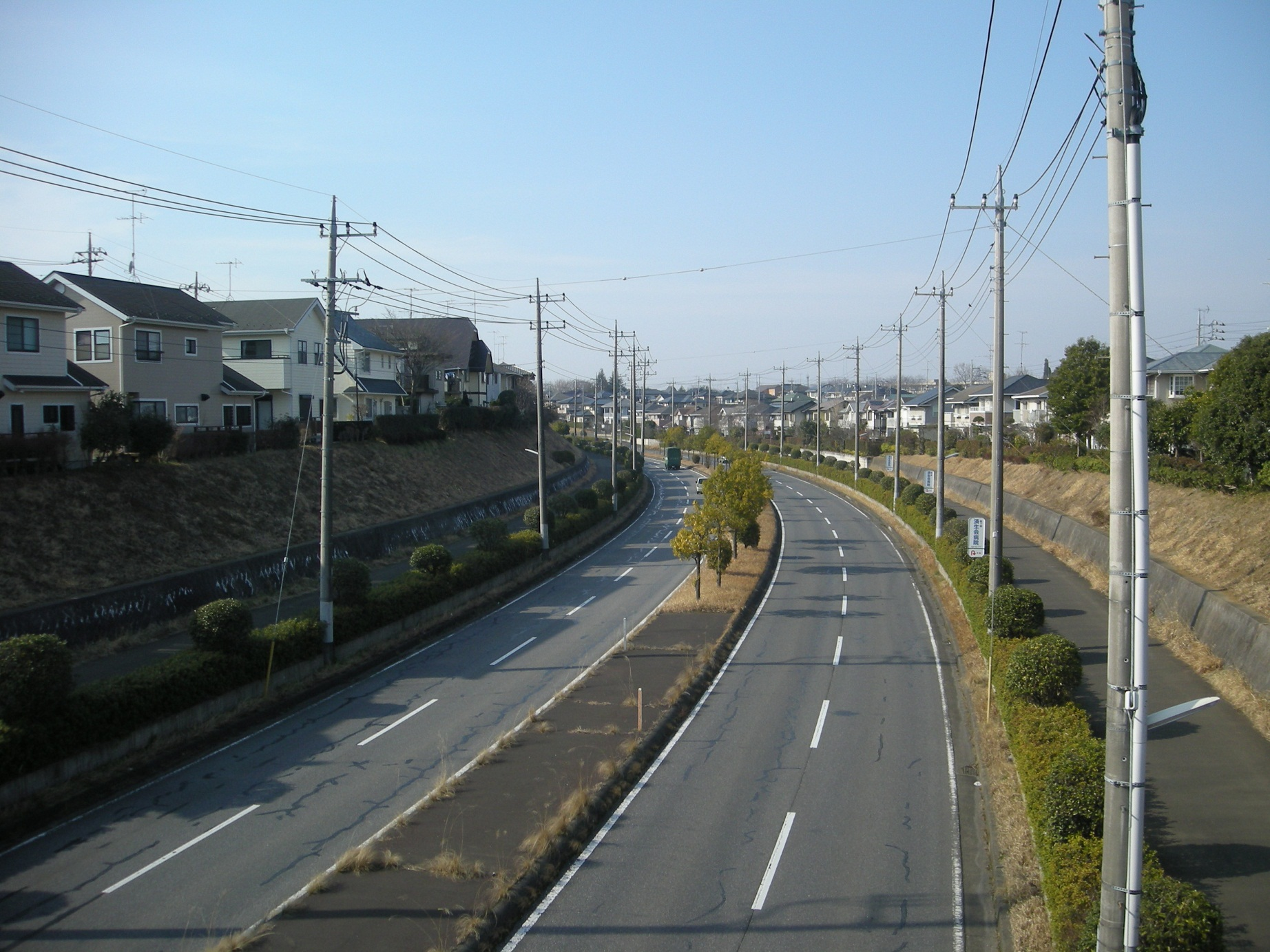
茨城県道243号八代庄兵衛新田線
松葉2丁目交差点付近（龍ケ崎市松葉）

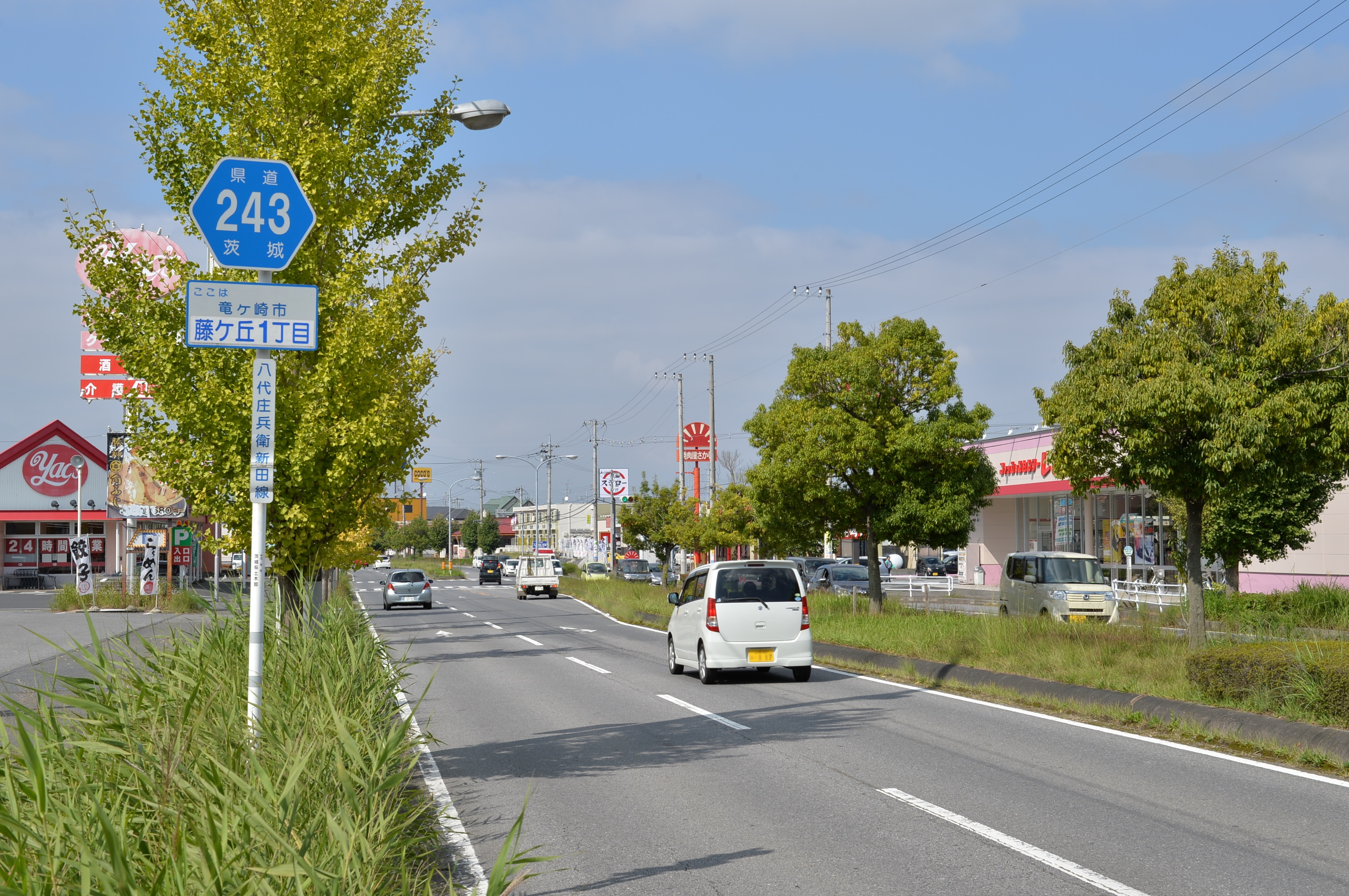
龍ケ崎市藤ヶ丘1丁目の貝原塚交差点付近（2015年10月）

茨城県道243号八代庄兵衛新田線（いばらきけんどう243ごう やしろしょうべえしんでんせん）は、茨城県龍ケ崎市内を通る一般県道である。竜ヶ崎ニュータウンの主要幹線道路でもある。

## 概要
龍ケ崎市八代町の茨城県道5号竜ヶ崎潮来線より北へ分岐し、竜ヶ崎ニュータウンを経て国道6号（牛久沼東立体交差点）に至る東西約10kmの一般県道。龍ケ崎市の新興住宅街である白羽 - 松ケ丘 - 藤ケ丘 - 久保台 - 中根台 - 小柴 - 松葉 - 長山の各地区を連絡する都市計画道路 牛久沼八代線が県道指定された路線でもある。「白鳥通り」、「ぬく森通り」の愛称名が付けられている。

### 路線データ
- 起点：茨城県龍ケ崎市八代町（茨城県道5号竜ヶ崎潮来線交点＝長峰沖交差点）
- 終点：茨城県龍ケ崎市庄兵衛新田町（国道6号交点＝牛久沼東交差点）
- 総延長：9.938 km[2]
- 重用延長：0.195 km[2]
- 未供用延長：なし[2]
- 実延長：9.743 km[2]
- 自動車交通不能区間延長[注釈 1]：なし[2]

## 歴史
1977年（昭和52年）3月、起点を竜ヶ崎市八代町、終点を竜ヶ崎市庄兵衛新田町とする新規路線として県道八代庄兵衛新田線（整理番号405）が路線認定され、1995年（平成7年）の茨城県道再編が行われたときに現在の路線番号243に変更された。1998年（平成10年）3月に起点から竜ヶ崎ニュータウン（竜ヶ岡地区）間の残存区間の道路供用開始をもって全線開通した。

### 年表
- 1977年（昭和52年）3月24日：新規の県道路線（整理番号405）として路線認定[3]。
- 1981年（昭和56年）12月21日：道路区域の一部（竜ケ崎市八代町 - 同市若柴町：延長8.62 km）が決定する[6]。
- 1986年（昭和61年）4月21日：竜ケ崎市大字別所町（中根台4丁目交差点） - 同市大字若柴町（若柴配水場入口）の区間が開通する[7]。
- 1987年（昭和62年）3月26日：道路の区域（竜ケ崎市若柴町（若柴配水場入口） - 同市庄兵衛新田町（国道6号）：延長1.34 km）が追加決定する[8]。
- 1989年（平成元年）4月14日：竜ヶ崎市若柴町（若柴配水場入口） - 同市庄兵衛新田町（終点・国道6号）の区間（約1.4 km）を暫定2車線開通[9]。
- 1989年（平成元年）7月26日：竜ヶ崎市貝原塚町（竜ヶ岡中央交差点） - 同市別所町（中根台4丁目交差点）の区間が開通[10]。
- 1990年（平成2年）2月26日：竜ケ崎市若柴町（若柴配水場入口） - 同市庄兵衛新田町（終点・国道6号）の区間（約1.4 km）を4車線供用開始[11]。
- 1995年（平成7年）3月30日：整理番号405から現在の番号（整理番号243）に変更される[4]。
- 1998年（平成10年）3月11日：竜ケ崎市八代町（起点） - 中里1丁目（竜ヶ岡中央交差点）の区間が供用開始され、全線開通する[5]。
- 2001年（平成13年）3月1日：茨城県龍ケ崎市八代町 - 同市庄兵衛新田町の区間が、通行する車両の最大重量限度25トンの道路に指定される[12]。
- 2022年（令和4年）7月14日：龍ケ崎市中里三丁目地内（竜ケ丘公園）にバイパスを新設する道路区域（530 m）を指定[13]。

## 路線状況
道路法の規定に基づき、龍ケ崎市八代町（主要地方道竜ヶ崎潮来線交差） - 同市八代庄兵衛新田町（牛久沼東交差点）間は、緊急輸送道路として機能を維持するため、災害発生時の被害拡大防止を目的に道路用地内に電柱を建てることが制限されている。

### 別名
- ぬく森通り
起点・長峰沖交差点から中根台4丁目交差点までの路線区間の愛称。
- 白鳥通り
中根台4丁目交差点から終点・牛久沼東交差点までの路線区間の愛称。

### 道路施設
- 竜ケ崎大橋（JR常磐線、龍ケ崎市庄兵衛新田町）

## 地理

### 通過する自治体
- 龍ケ崎市

### 交差する道路
- 茨城県道68号美浦栄線バイパス（龍ケ崎市白羽1丁目、白羽南交差点）
- 茨城県道34号竜ヶ崎阿見線バイパス（龍ケ崎市松ヶ丘1丁目、竜ヶ岡中央交差点）
- 茨城県道34号竜ヶ崎阿見線（龍ケ崎市藤ヶ丘1丁目、貝原塚交差点）
- 茨城県道48号土浦竜ヶ崎線（龍ケ崎市中根台1丁目、中根台4丁目交差点）

### 沿線
- 竜ケ岡公園（龍ケ崎市中里3丁目）
- 龍ケ崎市野球場たつのこスタジアム（TOKIWAスタジアム龍ケ崎、龍ケ崎市松ケ丘2丁目）
- 龍ケ崎市陸上競技場たつのこフィールド（流通経済大学龍ケ崎フィールド、龍ケ崎市中里2丁目）
- 龍ケ崎済生会病院（龍ケ崎市中里1丁目）
- ショッピングセンターサプラ（龍ケ崎市小柴5丁目）
- 龍ケ崎市立松葉小学校（龍ケ崎市松葉2丁目）
- 牛久沼